# Poecilotheria
Genre
Poecilotheria est un genre d'araignées mygalomorphes de la famille des Theraphosidae.
Ce genre est caractérisé par ses couleurs vives, un déplacement rapide et un puissant venin. Ces araignées arboricoles sont communément appelées « Pokies ».

## Distribution
Les espèces de ce genre se rencontrent en Inde et au Sri Lanka.

## Description

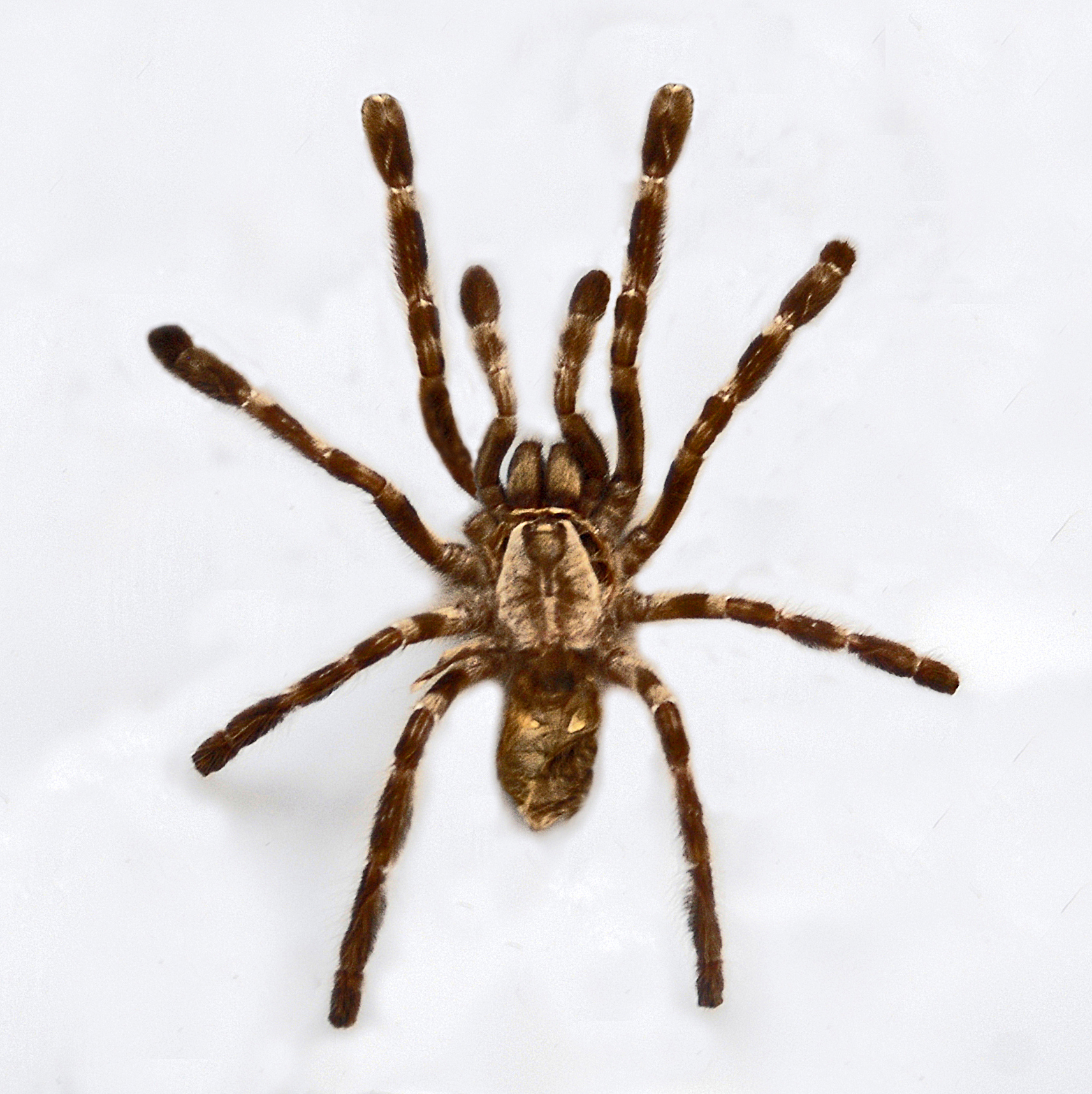
Poecilotheria vittata

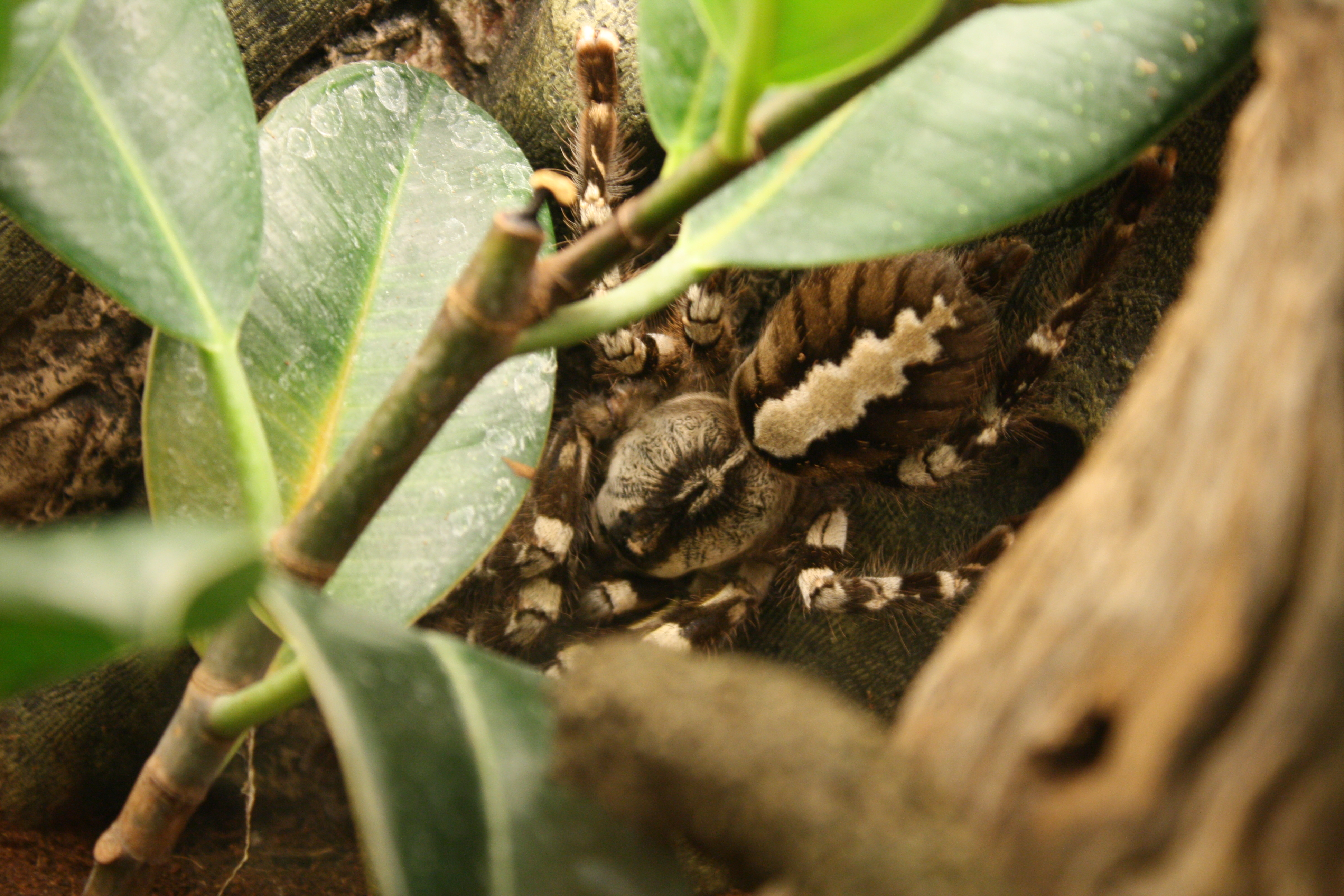
Poecilotheria regalis

Ce sont des mygales arboricoles pouvant atteindre plus de 22 cm d'envergure pour les plus grandes espèces. Elles sont également communales, c'est-à-dire que plusieurs individus peuvent cohabiter dans un même environnement.
Ils sont généralement multicolores et ont un dessin caractéristique zigzagué sur le côté dorsal de leur abdomen. La plupart des espèces de ce genre possèdent des marques de couleur jaune en dessous de leurs pattes avant qui sont utilisées comme moyen de défense pour décourager les prédateurs potentiels.
Comme dans le cas des mygales du genre Cyriopagopus, les mâles ont comme particularité d'être beaucoup moins colorés que les femelles. Dans la plupart des cas, les motifs sont beaucoup moins définis voire presque inexistants. 
Leur forme est caractérisée par de longue pattes très agiles et un corps plutôt petit. Cette physionomie leur permet d'être extrêmement rapides et agiles et nettement plus fortes que la plupart des autres mygales.

## Venimosité
Elles sont réputées très venimeuses. Bien qu'elles ne soient pas mortelles, une morsure peut nécessiter dans certains cas l'hospitalisation. Il est à noter que les mâles possèdent un venin plus dangereux que celui des femelles. Une morsure peut entraîner des symptômes tels que des engourdissements, de l'irritation, des douleurs musculaires, de la fièvre, des nausées, des maux de tête jusqu'à la perte de conscience dans les cas les plus extrêmes.

## Liste des espèces
Selon World Spider Catalog (version 21.0, 26/01/2020) :
- Poecilotheria fasciata (Latreille, 1804)
- Poecilotheria formosa Pocock, 1899
- Poecilotheria hanumavilasumica Smith, 2004
- Poecilotheria metallica Pocock, 1899
- Poecilotheria miranda Pocock, 1900
- Poecilotheria ornata Pocock, 1899
- Poecilotheria rajaei Nanayakkara, Kirk, Dayananda, Ganehiarachchi, Vishvanath & Kusuminda, 2012
- Poecilotheria regalis Pocock, 1899
- Poecilotheria rufilata Pocock, 1899
- Poecilotheria smithi Kirk, 1996
- Poecilotheria srilankensis Nanayakkara, Ganehiarachi, Kusuminda, Vishvanath, Karunaratne & Kirk, 2020
- Poecilotheria striata Pocock, 1895
- Poecilotheria subfusca Pocock, 1895
- Poecilotheria tigrinawesseli Smith, 2006
- Poecilotheria vittata Pocock, 1895

## Publication originale
- Simon, 1885 : Matériaux pour servir à la faune arachnologiques de l'Asie méridionale. I. Arachnides recueillis à Wagra-Karoor près Gundacul, district de Bellary par M. M. Chaper. II. Arachnides recueillis à Ramnad, district de Madura par M. l'abbé Fabre. Bulletin de la Société Zoologique de France, vol. 10, p. 1-39 (texte intégral).